# Тукай (Башкортостан)
Тука́й (баш. Туҡай) — деревня в Бижбулякском районе Республики Башкортостан Российской Федерации. Входит в состав Елбулактамакского сельсовета.

## География

### Географическое положение
Расстояние до:
- районного центра (Бижбуляк): 19 км,
- центра сельсовета (Елбулактамак): 7 км,
- ближайшей ж/д станции (Приютово): 57 км.

## Население
| 2002 | 2009 | 2010 |
| ---- | ---- | ---- |
| 133  | ↗141 | ↘123 |

### Национальный состав
Согласно переписи 2002 года, преобладающая национальность — татары (83 %).